# Зальцман, Христиан Готгильф
Христиан Готгильф Зальцман (нем. Christian Gotthilf Salzmann, 1744—1811) — немецкий пастор, педагог и писатель

, основатель Шнепфентальской школы.

## Биография
Христиан Готгильф Зальцман родился 1 июня 1744 года в городке Зёммерда.
До 1781 года он был пастором и проповедником в Эрфурте, но затем под влиянием идей Базедова и Руссо, а также наблюдений, сделанных им при воспитании собственных детей, полностью посвятил себя педагогической деятельности. 

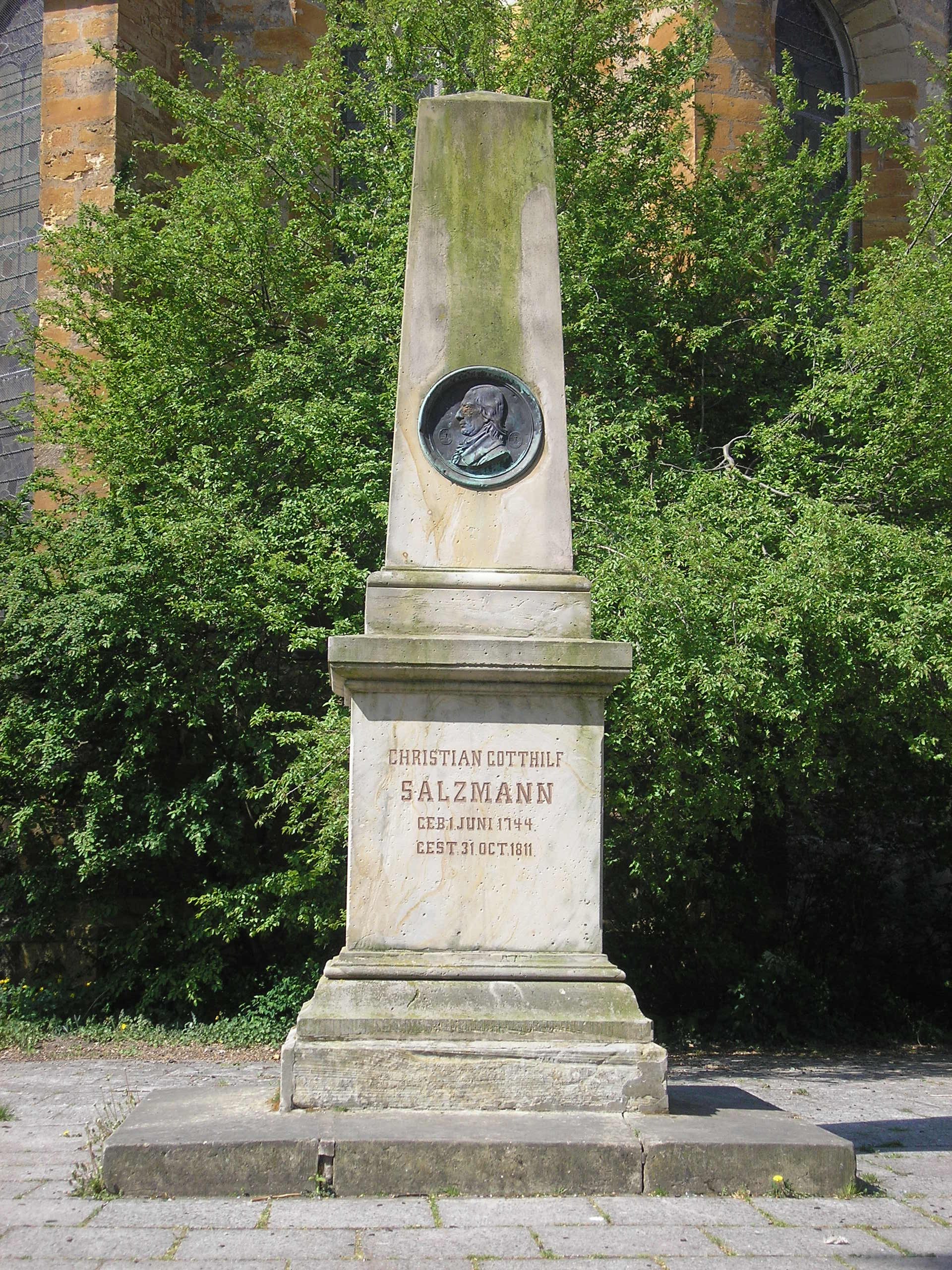
Памятник Зальцману

Пробыв несколько лет преподавателем Закона Божия в Дессау и написав превосходный педагогический роман «Carl von Carlsberg, oder über das menschliche Elend» (1780—1786), Зальцман основал в 1784 году в купленном им имении Шнепфенталь (около Готы) школу для мальчиков, которая долгое время считалась самой образцовой в Германии и привлекала воспитанников из всех стран Европы. 
Жена Зальцмана, дочери и сын Карл деятельно помогали ему; школа имела характер большого семейного кружка, во главе которого стоял Зальцман, почитаемый как патриарх. Школа в 1848 году от Карла Зальцмана перешла к его племяннику Аусфельду, а по смерти последнего (1880) к его сыну. 
Более всего Зальцман известен своими педагогическими трудами. Кроме упомянутого романа, выдаются его: «Der Himmel auf Erden» (1797); «Der Thüringer Bote» (1788 и сл.); «Sebastian Kluge»; «Conrad Kiefer oder Anweisung zu einer vernünftigen Erziehung», «Ameisenbüchlein oder Anweisung zu einer vernünftigen Erziehuug der Erzieher» и другими. Его педагогические сочинения были собраны в 1845—1846 гг., также частью изданы Рихтером и Боссе и Мейером.